# Palma de Sandoval
Palma de Sandoval är en ort i Mexiko.   Den ligger i kommunen Salvador Escalante och delstaten Michoacán de Ocampo, i den södra delen av landet, 270 km väster om huvudstaden Mexico City. Palma de Sandoval ligger 2 135 meter över havet och antalet invånare är 289.
Terrängen runt Palma de Sandoval är kuperad. Runt Palma de Sandoval är det ganska tätbefolkat, med 78 invånare per kvadratkilometer. Närmaste större samhälle är Pátzcuaro, 15,2 km nordost om Palma de Sandoval. I omgivningarna runt Palma de Sandoval växer huvudsakligen savannskog.